# Санта-Мария-делле-Грацие
Са́нта-Мари́я-де́лле-Гра́цие (итал. Chiesa e Convento Domenicano di Santa Maria delle Grazie — Церковь и доминиканский монастырь Святой Марии Милующей) — главная церковь доминиканского монастыря в западной части Милана. В трапезной этого храма находится одна из самых знаменитых настенных росписей в мире — «Тайная вечеря» Леонардо да Винчи.

## История
В 1463 году граф Гаспаре Вимеркати, капитан войска герцога Франческо Сфорца, подарил монахам доминиканского ордена участок земли, на котором те построили капеллу с фресками, изображающими Мадонну делле Грацие (Мадонну Милостивую). В 1466—1490 годах на этом же месте построили церковь и здания монастыря. Архитектором был Гвинифорте Солари. Однако вскоре миланский герцог Людовико иль Моро задумал разместить в церкви усыпальницу герцогского дома Сфорца и приказал архитектору Донато Браманте расширить её, что и было сделано в 1492—1497 годах. Герцог перенес в апсиду саркофаг с телом своей жены Беатриче д’Эсте. Архитектор Браманте был верным продолжателем традиций ломбардской строительной школы. В результате «появилась на свет церковь — образец архитектуры переходного периода между Готикой и Возрождением». 15 августа 1943 года трапезную церкви разбомбила англо-американская авиация, однако роспись Леонардо чудом не пострадала. В 1980 году весь монастырский комплекс объявлен памятником Всемирного наследия — первым в Италии.

## Архитектура
Донато Браманте при перестройке церкви следовал композиции Дуомо в Парме. Сохранив базиликальный план, он пристроил массивную кубическую трибуну (основной объем средокрестия) с большими полукруглыми апсидами с трех сторон. Над трибуной он воздвиг замечательный тибуриум с характерной арочной ломбардской галереей и невысоким шатровым покрытием, скрывающим купол, видный только изнутри. Шатер венчает трёхъярусная световая башня-фонарь. Чередование красного кирпича и белого камня, круглых и арочных окон, филёнок, тяг и обрамлений придаёт огромному сооружению вид лёгкой и нарядной постройки.

## Примечания

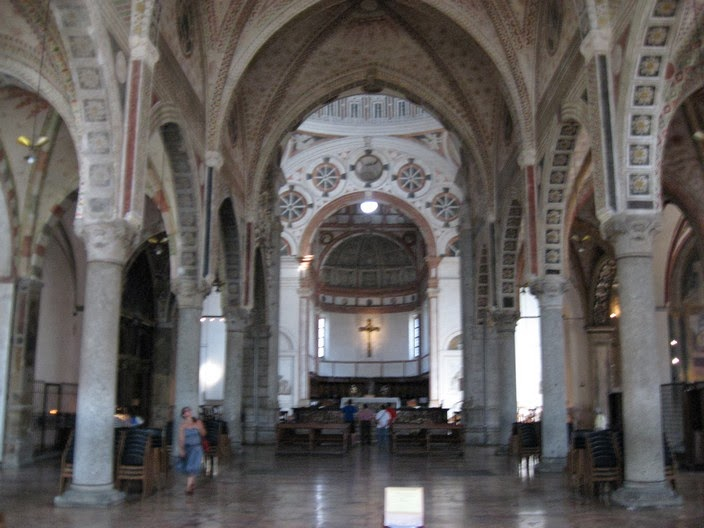
Внутренний вид церкви